# 이고르 보리
이고르 보리(크로아티아어: Igor Vori, 1980년 9월 20일~)는 크로아티아의 핸드볼 선수, 지도자로 포지션은 피벗이다. 자국 클럽인 RK 자그레브에서 대부분의 선수 생활을 보냈으며, 이탈리아, 독일, 프랑스, 스페인의 핸드볼 리그에서 뛰었다. 국제 대회에서는 크로아티아 국가대표팀의 일원으로 활동했으며, 2004년 하계 올림픽에서 금메달, 2012년 하계 올림픽에서 동메달을 획득했다. 2018년에 현역에서 은퇴했지만 2022년에 복귀하여 핸드볼 분데스리가의 퓌흐제 베를린 소속으로 1시즌 동안 활동했다. 현재 크로아티아 U-21 대표팀 감독으로 재임 중이다.

## 클럽 경력
크로아티아의 수도 자그레브에서 태어난 보리는 어린 시절부터 지역 핸드볼팀인 RK 자그레브 유소년팀에서 활동했으며, 1997년에 첫 크로아티아 리그 경기를 치렀다. 이 팀에서 1997–98, 1998–99, 1999–2000 시즌 리그 우승을 차지했고, 1997–98, 1998–99 시즌 크로아티아컵 우승을 차지했다. 2001년에 처음으로 해외로 진출하여 이탈리아 세리에 A의 팔라마노 프라토로 이적했다. 이 팀에서 1년간 뛴 후 같은 세리에 A의 ASD 팔라마노 콘베르사노로 이적했다. 이 팀에서 2002-03 시즌 리그 우승을 달성했으나 이탈리아에서의 생활에서 어려움을 느끼고 귀국하여 RK 자그레브로 복귀했다.
자그레브 팀으로 돌아온 보리는 2003–04, 2004–05 시즌 크로아티아 리그와 크로아티아컵 우승에 기여했다. 2004-05 시즌 자그레브를 EHF컵 위너스컵 결승 진출에 기여했으나 결승에서 스페인의 아데마르 레온에 패하여 준우승을 차지했다. 보리는 이 때의 활약으로 스페인 리그의 FC 바르셀로나의 관심을 받았다. 2005년 바르셀로나로 이적했으며, 이 팀에서 2005–06 시즌 리그 우승과 2006-07 시즌 스페인 슈퍼컵, 리그컵 우승에 기여했다. 스페인에서의 활약으로 다른 유럽의 구단에서도 보리에게 관심을 가졌으며, 독일 핸드볼 분데스리가의 팀인 THW 킬에서 펠레 린데르스의 대체자로 보리를 염두에 두고 있었으나 팀의 재정 문제로 영입이 무산되었다. 2007년 보리는 바르셀로나를 떠나 옛 소속팀인 자그레브로 돌아갔으며, 자그레브에서 2시즌을 보냈다. 이후 2009년 분데스리가의 HSV 함부르크로 이적했으며, 2009년과 2010년 DHB 슈퍼컵, 2010년 DHB컵, 2011년 리그, 2013년 EHF 챔피언스리그 우승에 기여했다. 2012-13 시즌 종료 후 프랑스 LNH 디비지옹1의 팀인 파리 생제르맹으로 이적했다. 보리는 파리 생제르맹 소속으로 2014년과 2015년 쿠프 드 프랑스, 2015년과 2016년 리그 우승을 달성했다. 2016년 여름에 RK 자그레브로 돌아왔고, 그 팀에서 2017년과 2018년 크로아티아 리그와 크로아티아컵 우승에 기여했다. 2018년에서 현역 은퇴를 선언했으며, 2022년 3월 독일 분데스리가의 퓌흐제 베를린에 입단하며 복귀했다.

## 국가대표팀 경력

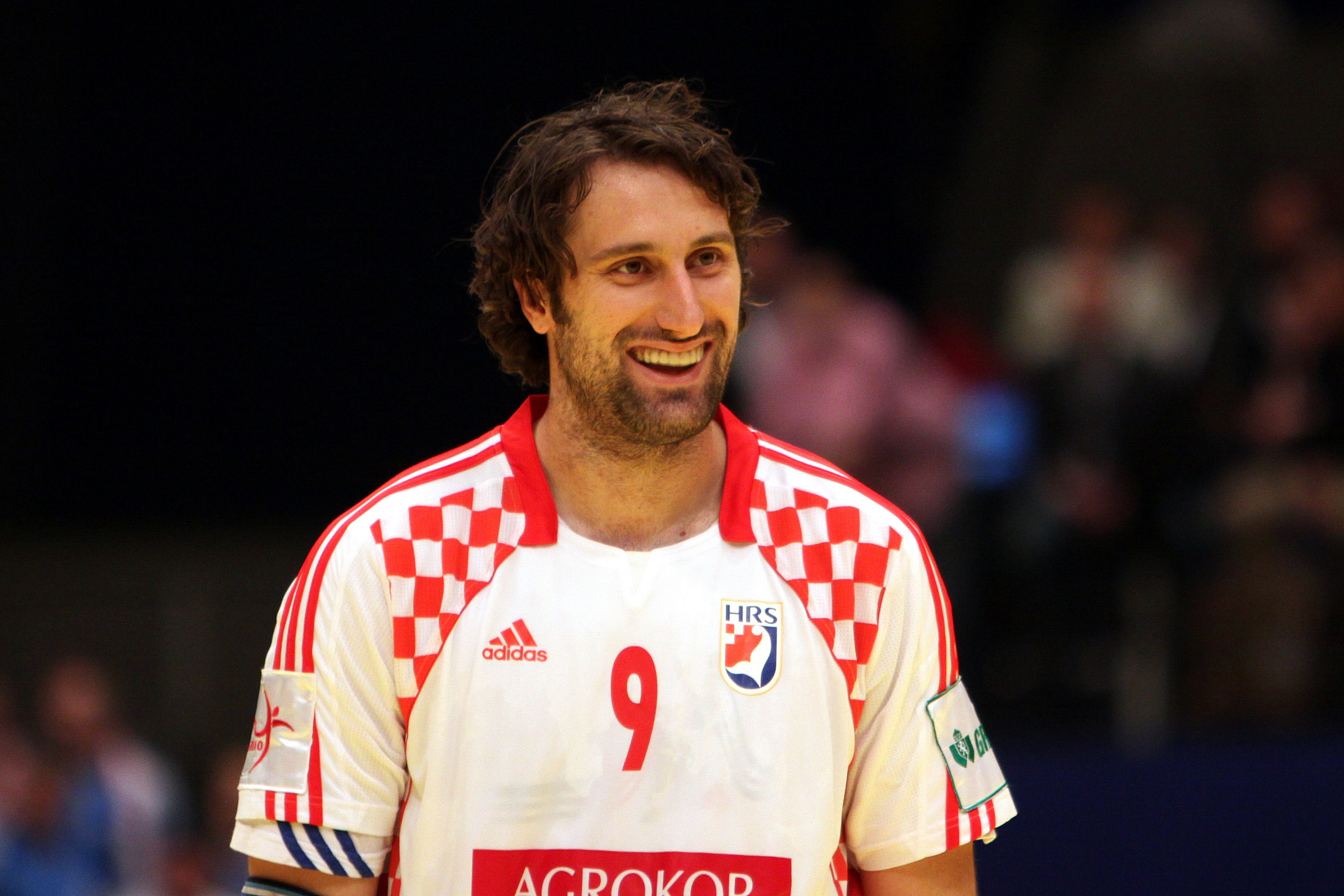
2010년 1월 31일 프랑스와의 경기 보리

보리는 2003년부터 2018년까지 크로아티아 핸드볼 국가대표팀의 일원으로 활동했으며, 총 246경기에 출전하여 590골을 기록했다. 현재 크로아티아 국가대표팀 최다 경기 출전 기록을 가지고 있다. 자신의 첫 세계 핸드볼 선수권 대회인 포르투갈에서 열린 2003년 세계 선수권 대회에서 대표팀의 우승에 기여했으며, 그리스 아테네에서 열린 2004년 하계 올림픽에서도 금메달을 획득했다.
2007년 1월 독일에서 열린 2007년 세계 선수권 대회에 크로아티아 국가대표팀 소속으로 참가하였으나 8강에서 프랑스에게 패하여 우승권 진출에 실패했으며, 순위 결정전을 통해 5위로 대회를 마무리했다. 이듬해인 2008년 1월에는 노르웨이에서 열린 2008년 유럽 선수권 대회에 참가하여 대표팀의 준우승에 기여했으며, 보리 자신은 대회 최우수 수비수상을 받았다. 같은 해 8월에 중화인민공화국 베이징에서 열린 2008년 하계 올림픽에도 크로아티아 대표팀으로 참가했으나 준결승에서 프랑스에게 2점차로 패했고, 동메달 결정전에서 스페인에게 패하여 4위로 마무리했다.
2009년 자국에서 열린 2009년 세계 선수권 대회에도 참가했고, 결승에서 프랑스에게 패하며 준우승을 차지했다. 보리 자신은 대회 최우수 선수(MVP)로 선정되었으며, 대회 올스타팀에도 선정되었다. 이후 오스트리아에서 열린 2010년 유럽 선수권 대회에서 준우승을 했고, 세르비아에서 열린 2012년 유럽 선수권 대회에서 동메달을 획득했다. 런던에서 열린 자신의 마지막 올림픽인 2012년 하계 올림픽에서도 국가대표팀의 일원으로 참가했으며, 팀은 준결승에서 프랑스에게 패했고, 지난 베이징 올림픽과는 달리 동메달 결정전에서 헝가리를 누르고 동메달을 획득했다. 이듬해인 2013년에는 스페인에서 개최된 2013년 세계 선수권 대회에서 동메달을 획득했다. 이후 2015년 세계 선수권 대회와 2014년, 2018년 유럽 선수권 대회에 크로아티아 대표팀으로 참가했으나 메달 획득에는 실패했다.

## 지도자 경력
현역 은퇴 후 크로아티아 대표팀 코치로 발탁되었으며, 2018년 지중해 게임에서 대표팀 우승에 기여했다. 2020년 6월 1일 사임한 베셀린 부요비치의 후임으로 RK 자그레브의 감독으로 선임되며 첫 감독직을 맡았으나 성적 부진으로 같은 해 10월 9일에 경질되었다. 2022년 3월 크로아티아 U-21 국가대표팀 감독으로 발탁되었다.

## 수상

### 클럽
RK 자그레브
- 크로아티아 리그 우승: 10회 1998, 1999, 2000, 2001, 2004, 2005, 2008, 2009, 2017, 2018
- 크로아티아컵 우승: 9회 1998, 1999, 2000, 2004, 2005, 2008, 2009, 2017, 2018

 팔라마노 콘베르사노
- 이탈리아 리그 우승: 1회 2003
- 이탈리아컵 우승: 1회 2003

 FC 바르셀로나
- 스페인 리그 우승: 1회 2006
- 스페인 리그컵 우승: 1회 2007
- 스페인 슈퍼컵 우승: 1회 2007

 HSV 함부르크
- 독일 리그 우승: 1회 2011
- 독일컵 우승: 1회 2010
- 독일 슈퍼컵 우승: 2회 2009, 2010
- EHF 챔피언스리그 우승: 1회 2013

 파리 생제르맹
- 프랑스 리그 우승: 2회  2015, 2016
- 프랑스컵 우승: 2회 2014, 2015
- 프랑스 슈퍼컵 우승: 2회 2014, 2015

### 국가대표팀
올림픽
- 2004년 올림픽 금메달
- 2012년 올림픽 동메달

세계 선수권 대회
- 2003년 세계 선수권 대회 금메달
- 2005년 세계 선수권 대회 금메달
- 2009년 세계 선수권 대회 금메달
- 2013년 세계 선수권 대회 동메달

유럽 선수권 대회
- 2008년 유럽 선수권 대회 은메달
- 2010년 유럽 선수권 대회 은메달
- 2012년 유럽 선수권 대회 동메달

### 개인
- 2008년 유럽 선수권 대회 최우수 수비수
- 2009년 세계 선수권 대회 MVP, 올스타팀(피벗)
- 2010년 유럽 선수권 대회 올스타팀(피벗)
- 2011년 핸드볼 분데스리가 최우수 피벗
- 크로아티아 올해의 핸드볼 선수(2009)